# Bunn (Jönköping)
Bunn is een plaats in de gemeente Jönköping in het landschap Småland en de provincie Jönköpings län in Zweden. De plaats heeft 90 inwoners (2005) en een oppervlakte van 22 hectare. De plaats ligt aan het gelijknamige meer Bunn en wordt voor de rest omgrensd door bos en wat landbouwgrond, ook is er een houtzagerij in de plaats. De stad Jönköping ligt zo'n veertig kilometer ten zuidwesten van Bunn.